# Mặt trời đen (biểu tượng)

Biểu tượng "Mặt trời đen" được tìm thấy trong Tháp Bắc (North Tower) của Lâu đài Wewelsburg.

Mặt trời đen (tiếng Đức: Schwarze Sonne) là một biểu tượng của Đức quốc xã, một loại biểu tượng thái dương (tiếng Đức: Sonnenrad) được sử dụng trong bối cảnh nước Đức trong thời hậu phát xít bởi chủ nghĩa tân quốc xã và một số dạng tiểu văn hóa thuộc dạng huyền bí như văn hóa Satan giáo.
Biểu tượng mặt trời đen lần đầu tiên xuất hiện trong thời kỳ quốc xã như là một yếu tố được thiết kế trong một lâu đài ở Wewelsburg khi được tu sửa và mở rộng bởi Heinrich Himmler khi ông dự định sẽ đặt nơi đây làm một trung tâm của lực lượng SS. Thiết kế của biểu tượng bao gồm mười hai đường sig rune xuyên tâm, tương tự như các biểu tượng được sử dụng trong logo của lực lượng SS. Cho dù biểu tượng có tên hoặc có bất kỳ ý nghĩa đặc biệt nào trong số những biểu tượng SS vẫn chưa được biết đến, mối liên hệ của nó với khái niệm "mặt trời đen" đồng thời là tên của biểu tượng này được phát triển từ ảnh hưởng của cuốn tiểu thuyết Đức Die Schwarze Sonne von Tashi Lhunpo ('Mặt trời đen của Tashi Lhunpo') của tác giả bút danh Russell McCloud sáng tác năm 1991. 

## Khảm Wewelsburg

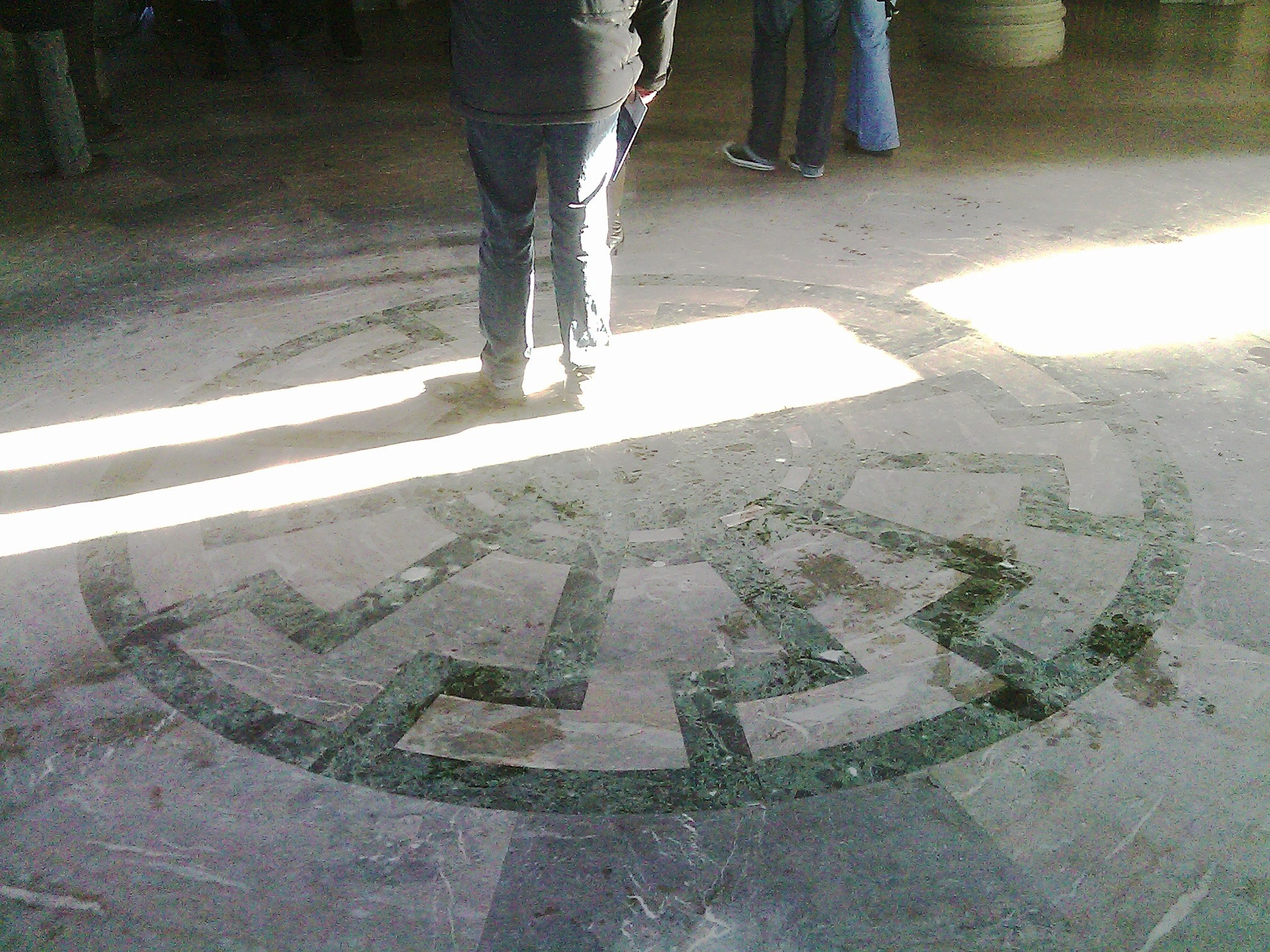
Sàn của Hội trường cựu tướng SS (tiếng Đức: Obergruppenführersaal) ở tầng một của tòa Tháp Bắc của lâu đài Wewelsburg cho thấy bức tranh khảm màu xanh đậm ở trung tâm của hội trường

Năm 1933, Heinrich Himmler mua lại Wewelsburg, một lâu đài gần Paderborn, Đức. Ông dự định biến tòa nhà này thành một trung tâm của lực lượng SS, và từ năm 1936 đến 1942, Himmler đã ra lệnh cho mở rộng và xây dựng lại tòa nhà cho mục đích lễ nghi.

Những đường Sig rune được sử dụng trong biểu tượng của SS

Sau khi quá trình tu sửa của Himmler được hoàn thiện, mười hai đường sig run giống như trên biểu tượng của SS được phủ màu xanh lá cây đậm xuất hiện trên sàn đá cẩm thạch trắng tại tòa tháp phía bắc của tòa nhà, Obergruppenführersaal hoặc "General's Hall". Ý nghĩa của biểu tượng này hiện vẫn chưa được biết đến, nhưng các kiến trúc sư có thể đã tìm thấy cảm hứng từ Zierscheibe của Merowinger. Theo nhà sử học Nicholas Goodrick-Clarke: 
[Tôi] đã cho rằng biểu tượng bánh xe mặt trời mười hai ráp căm này xuất phát từ các đĩa trang trí của vương triều Meroving từ thời trung cổ và được cho là đại diện cho hình tượng mặt trời hoặc đi qua các tháng trong năm. Các đĩa này đã được thảo luận trong các ấn phẩm học thuật trong Đệ tam Quốc xã và có thể đã phục vụ các nhà thiết kế Wewelsburg như một kiểu mẫu thiết kế.

Cái tên "Mặt trời đen" được sử dụng rộng rãi hơn sau khi cuốn tiểu thuyết kinh dị thuộc thể loại huyền bí Die Schwarze Sonne von Tashi Lhunpo ('Mặt trời đen của Tashi Lhunpo') của tác giả bút danh Russell McCloud được xuất bản vào năm 1991. Cuốn sách liên kết bức tranh khảm tại Wewelsburg với khái niệm "Mặt trời đen" của chủ nghĩa Đức Quốc xã, được phát minh bởi một cựu sĩ quan SS, ông Land Landig, thay thế cho chữ vạn của Đức quốc xã và là biểu tượng cho một nguồn năng lượng thần bí được cho là để tiến hành đổi mới chủng tộc Aryan.  

## Chủ nghĩa tân phát xít
Biểu tượng Mặt trời đen gắn liền với chủ nghĩa tân quốc xã và chủ nghĩa tân phát xít. Nó được sử dụng bởi những người theo chủ nghĩa tân quốc xã và những người theo chủ nghĩa dân tộc da trắng cực hữu. Biểu tượng thường xuất hiện trên nền cờ, áo phông, áp phích, trang web hoặc các ấn phẩm mang tính cực đoan liên quan đến các nhóm này. Các nhóm cực hữu hiện đại thường gọi biểu tượng là bánh xe mặt trời hay Sonnenrad.  
Một số nhóm và các cá nhân cực hữu đã sử dụng biểu tượng này trong những hoạt động tuyên truyền, bao gồm người đã gây ra vụ xả súng nhà thờ hồi giáo ở thành phố Christchurch, nhóm tân phát xít Antipodean ở Úc và trung đoàn cận vệ quốc gia Ukraine cực hữu Azov. Biểu tượng này cũng được trưng bày bởi các thành viên của một số nhóm cực đoan có liên quan đến cuộc biểu tình của Unite the Right ở Charlottesville, Virginia vào năm 2017.

## Satan giáo
Cùng với các biểu tượng khác đã xuất hiện từ thời Đức quốc xã như Wolfsangel và Totenkopf, mặt trời đen được sử dụng bởi một số tín đồ của Satan giáo. Học giả Chris Mathews cho rằng "Trong vô số hoán vị của Wolfsangel, những tín đồ thờ quỷ Satan đã chấp nhận hình thức được sử dụng bởi SS và nhiều tổ chức phát xít. Tương tự như vậy, biểu tượng Totenkopf được sử dụng trong thế kỷ XIX bởi quân đội Phổ đã thể hiện rõ nét hơn phiên bản Death Head của SS, do đó đây đồng thời là phiên bản được các thành viên của Giáo hội Satan sử dụng. Mô-típ Mặt trời đen thậm chí còn ít mơ hồ hơn. Mặc dù dựa trên các biểu tượng thời trung cổ của Đức, khảm Wewelsburg là một thiết kế độc đáo được ủy thác dành riêng cho Himmler, và tượng trưng cho chủ nghĩa thần bí của Đức Quốc xã, mà các nhóm satan giáo và các nhóm theo chủ nghĩa phát xít bí truyền đã sử dụng. "